# Tiberio Claudio Saturnino
Tiberio Claudio Saturnino (en latín: Tiberius Claudius Saturninus) fue un político romano que vivió en el siglo II.

## Carrera política
Alrededor de 136/137 Saturnino fue gobernador de la provincia de Galia Bélgica; Adriano le dirigió un rescripto durante su gobierno.  A principios del reinado de Antonino Pío (138-161) logró un consulado sufecto.
Del 144 al 147 fue gobernador (Legatus Augusti pro praetore) de la provincia de Moesia inferior; esto se sabe a través de diplomas militares, la z. T. son de 7 de abril de 145 y se atestiguan inscripciones de 144 y 147. La inscripción de 147 muestra que Saturnino encargó al tribuno Tiberio Claudio Ulpiano que capturara animales salvajes para el emperador ("ob venationem Caesarianam iniunctam a Claudio Saturnino legato Augusti pro praetore").